# FA Women's National League Cup
Football Association Women’s National League Cup – piłkarskie rozgrywki, organizowane corocznie dla kobiecych klubów angielskich o puchar kraju.
W rozgrywkach biorą udział wszystkie (36) zespoły z FA Women’s Premier League (National, Northern i Southern).

## Zwycięzcy rozgrywek
- 1992: Arsenal 1-0 Millwall Lionesses
- 1993: Arsenal 3-0 Knowsley
- 1994: Arsenal 4-0 Doncaster Rovers
- 1995: Wimbledon 2-0 Villa Aztecs
- 1996: Wembley 2-2 Doncaster Rovers [5-3 pen]
- 1997: Millwall Lionesses 2-1 Everton
- 1998: Arsenal 0-0 Croydon [4-2 pen]
- 1999: Arsenal 3-1 Everton
- 2000: Arsenal 5-1 Leeds United
- 2001: Arsenal 3-0 Tranmere Rovers
- 2002: Fulham 7-1 Birmingham City
- 2003: Fulham 1-1 Arsenal [3-2 pen]
- 2004: Charlton Athletic 1-0 Fulham
- 2005: Arsenal 3-0 Charlton Athletic
- 2006: Charlton Athletic 2-1 Arsenal
- 2007: Arsenal 1-0 Leeds United